# Matilde Téllez Robles
Matilde Téllez Robles, in religione Matilde del Sacro Cuore (Robledillo de la Vera, 30 maggio 1841 – Don Benito, 17 dicembre 1902), è stata una religiosa spagnola, fondatrice della congregazione delle Figlie di Maria, Madre della Chiesa: è stata proclamata beata da papa Giovanni Paolo II nel 2004.

## Biografia
Nata da una famiglia della media borghesia (il padre era notaio), si distinse fin dalla giovinezza per la devozione verso l'Eucaristia e la sollecitudine verso i poveri e gli ammalati (fu ispettrice delle dame della San Vincenzo).
A causa dell'opposizione del padre non le fu possibile abbracciare presto la vita religiosa; vinta l'ostilità del genitore, su consiglio del suo direttore spirituale oratoriano, il 19 marzo 1875 assieme a una compagna fondò una nuova congregazione, detta poi delle Figlie di Maria, Madre della Chiesa.
Con le sue suore, si dedicò per il resto della sua vita alla cura degli orfani e all'assistenza agli ammalati, anche in occasione di un'epidemia di colera: fondò numerosi ospedali per poveri.
Morì nel 1902.

## Il culto
Il 23 aprile 2002 papa Giovanni Paolo II ha proclamato l'eroicità delle sue virtù riconoscendole il titolo di venerabile.
È stata beatificata in Piazza San Pietro a Roma il 21 marzo 2004.